# 辻大雅
辻 大雅（つじ たいが、2004年8月29日 - ）は、神奈川県藤沢市出身のプロ野球選手（投手）。左投左打。広島東洋カープ所属。

## 経歴

### プロ入り前
小学校時代は軟式野球の村岡フェニックス、藤沢市立藤ヶ岡中学校時代は硬式野球（ボーイズリーグ）の湘南ボーイズに所属。
高校は東京都の二松學舍大学附属高等学校に進学。1年の3月に左肘を疲労骨折し、2年の1月に投球練習を再開。2月にはチーム内の紅白戦に登板し、3月の第94回選抜高等学校野球大会には背番号11でベンチ入りを果たした。初戦の聖光学院戦でリリーフで登板したが、チームは初戦敗退した。初夏には球速を10km/h以上アップさせ、夏の東東京大会では背番号1を勝ち取り、4試合に先発して第104回全国高等学校野球選手権大会出場に貢献した。甲子園では1回戦の札幌大谷戦で8回途中1失点の快投を見せ、チームはサヨナラ勝ちで勝利した。続く2回戦の社戦も先発し、7回を2失点に抑え接戦を制した。3回戦の大阪桐蔭戦は登板機会無く、チームは0-4で敗退。その後9月15日にプロ志望届を提出した。
2022年10月20日に行われたプロ野球ドラフト会議において広島東洋カープから育成ドラフト3位で指名され、11月25日に支度金319万円、年俸275万円（金額は推定）で仮契約を結んだ。背番号は125。

### 広島時代
2023年はウエスタン・リーグ公式戦の3試合に登板、0勝1敗、防御率4.50の成績を残した。
2024年はウエスタン・リーグ公式戦の13試合に登板、0勝1敗、防御率5.84の成績を残した。
2025年は7月27日時点でウエスタン・リーグで23試合に登板し、1勝1敗1セーブ、防御率3.80を記録した。3月までは登板2試合で0勝1敗、防御率31.50だったが、野村祐輔三軍投手コーチ兼アナリストの助言から急成長する。球速は10キロ増の最速150キロまで上がり、制球も改善された。4月以降は21試合登板で1勝1セーブ、防御率1.27の好成績を残した。この活躍が評価され、7月28日に支配下登録された。背番号は98。8月2日の中日ドラゴンズ戦で一軍初登板を果たすと、空振り三振を2つ奪うなど三者凡退に抑えた。

## 選手としての特徴・人物
変化球はチェンジアップ、スライダー、カーブなどを投げる。
目標とする選手は横浜DeNAベイスターズの今永昇太。
先述の通り、2025年の自身の飛躍の手助けをした野村祐輔コーチへの感謝を示すため、登場曲には野村が現役時代に使用していたMr.Childrenの
「皮膚呼吸」を採用している。

## 詳細情報

### 記録

#### 初記録
投手記録
- 初登板：2025年8月2日、対中日ドラゴンズ回戦（MAZDA Zoom-Zoom スタジアム広島）、8回表に4番手で救援登板、1回無失点[14]
- 初奪三振：同上、8回表にマイケル・チェイビスから空振り三振[14]

### 背番号
- 125（2023年[9] - 2025年7月27日）
- 98（2025年7月28日[13] - ）